# Antonio Barrios Seoane
Antonio Barrios Seoane (Getxo, 21 de maig de 1910 - Sant Sebastià, 19 d'agost de 2002) fou un futbolista i entrenador de futbol basc.

## Trajectòria
Com a futbolista no fou molt destacat. Defensà els colors del modest Arenas de Getxo. Més important fou la seva etapa d'entrenador, que es perllongà durant una trentena d'anys, entre meitat dels anys 40 fins a mitjan des 70.
Fou entrenador del Reial Valladolid i Reial Betis, ambdós clubs durant tres etapes diferents. També dirigí durant dues etapes a Sevilla FC i Athletic Club. També fou el màxim responsable esportiu del Racing de Santander, Reial Societat, Atlètic de Madrid o Recreativo de Huelva. Als Països Catalans entrenà el RCD Espanyol (1959-1960) i l'Elx CF (1960-1961).